# Battenberg-Markierung

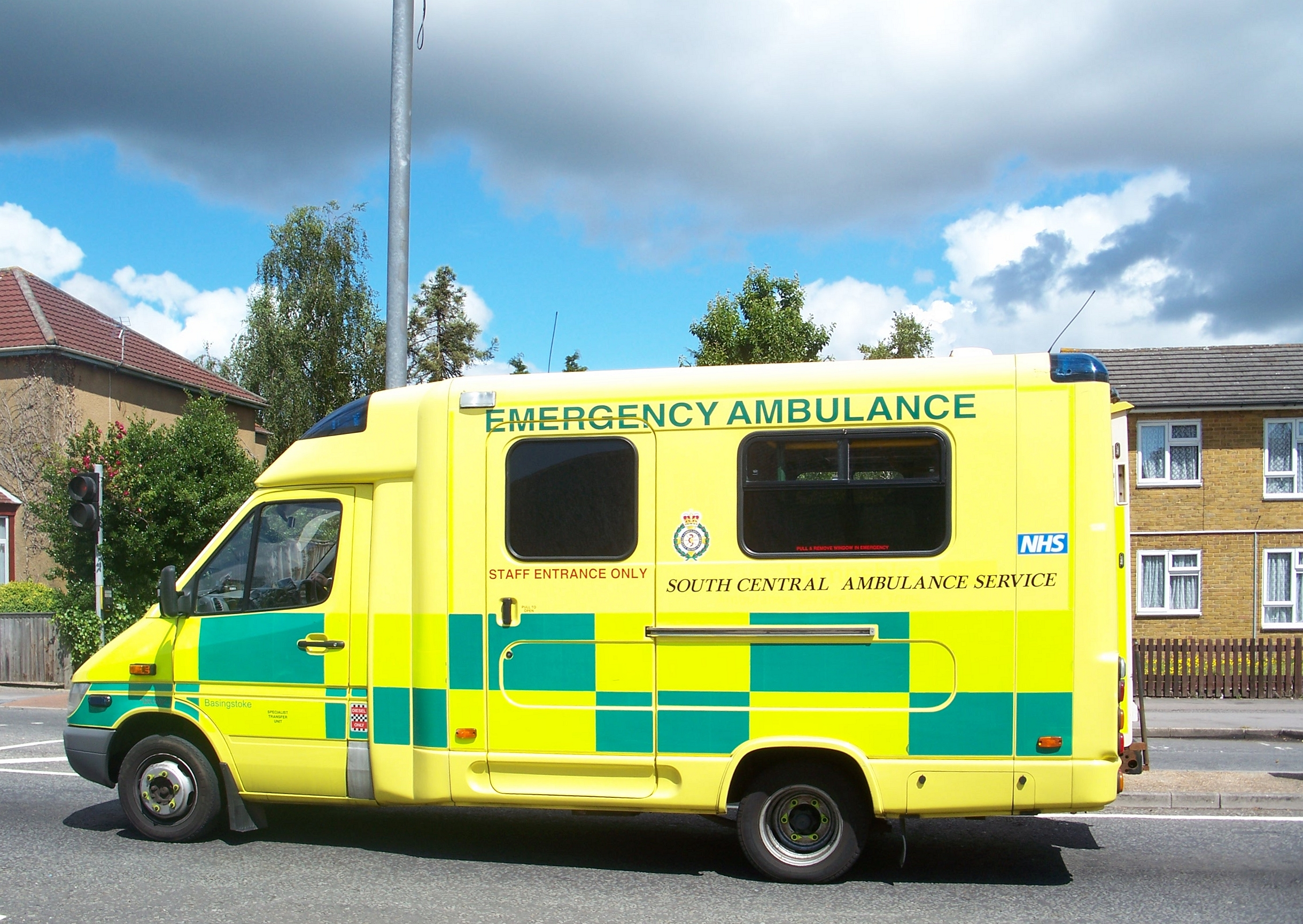
Eine Ambulanz in England

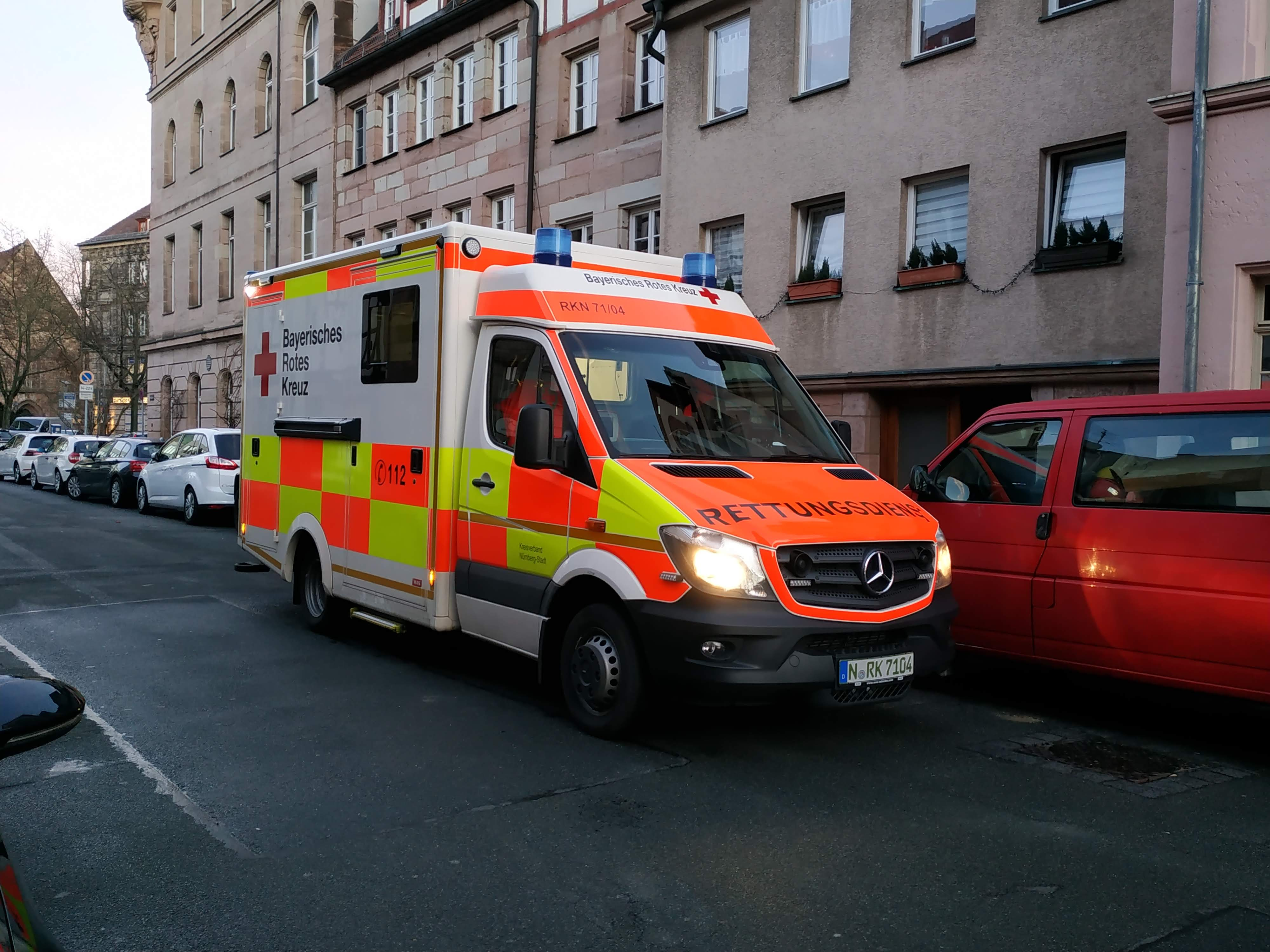
Rettungswagen des Bayerischen Roten Kreuzes in Nürnberg

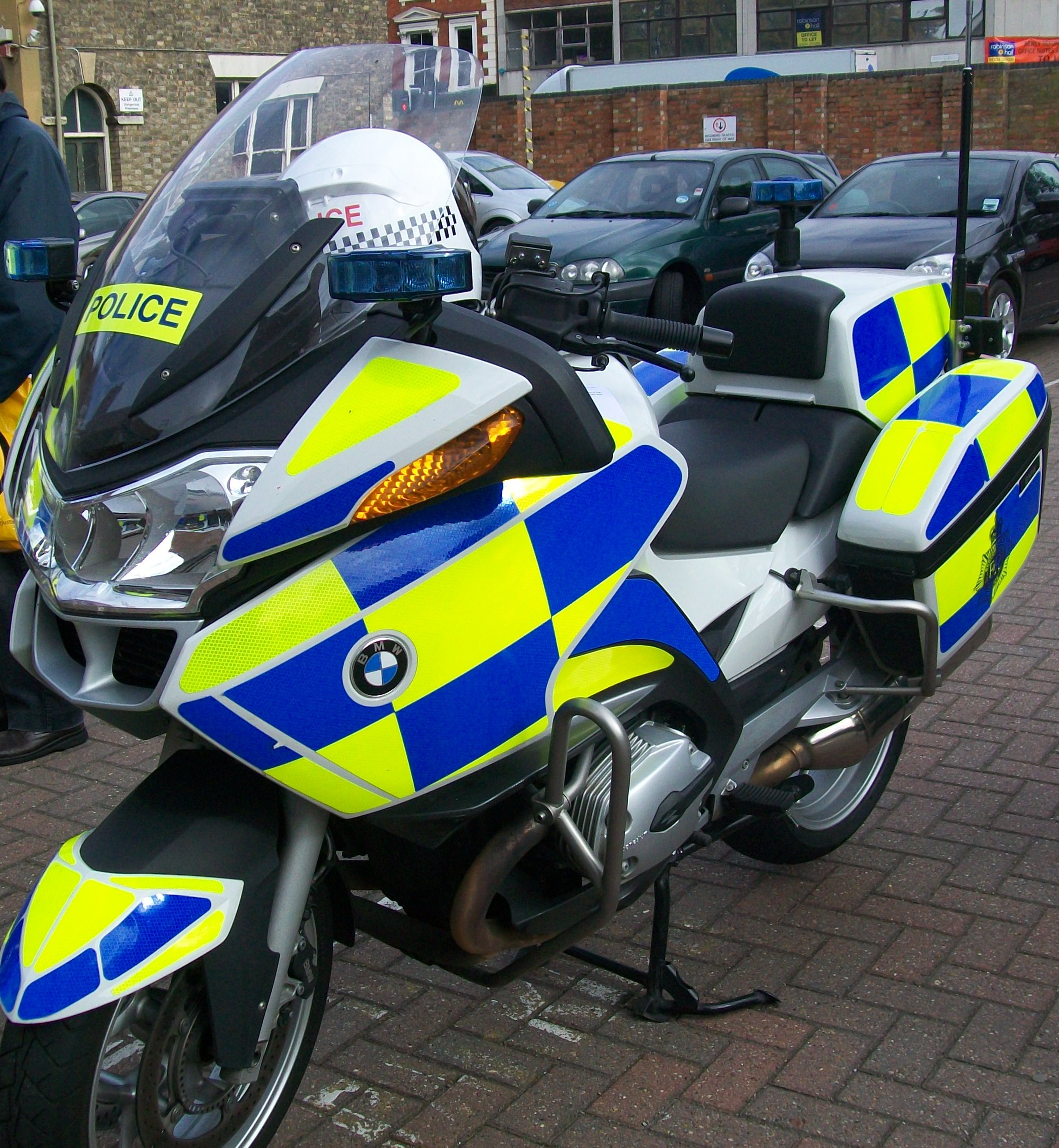
Ein englisches Polizeimotorrad mit reflektierenden Folien

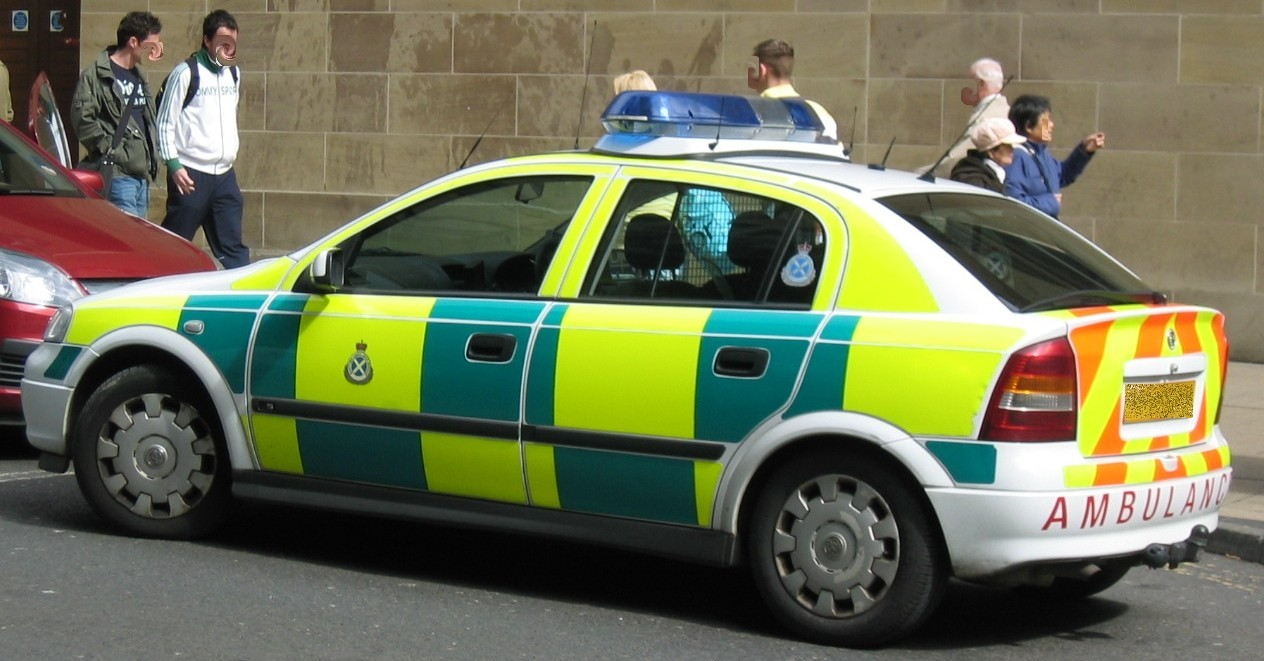
Schottisches Rettungsdienstfahrzeug

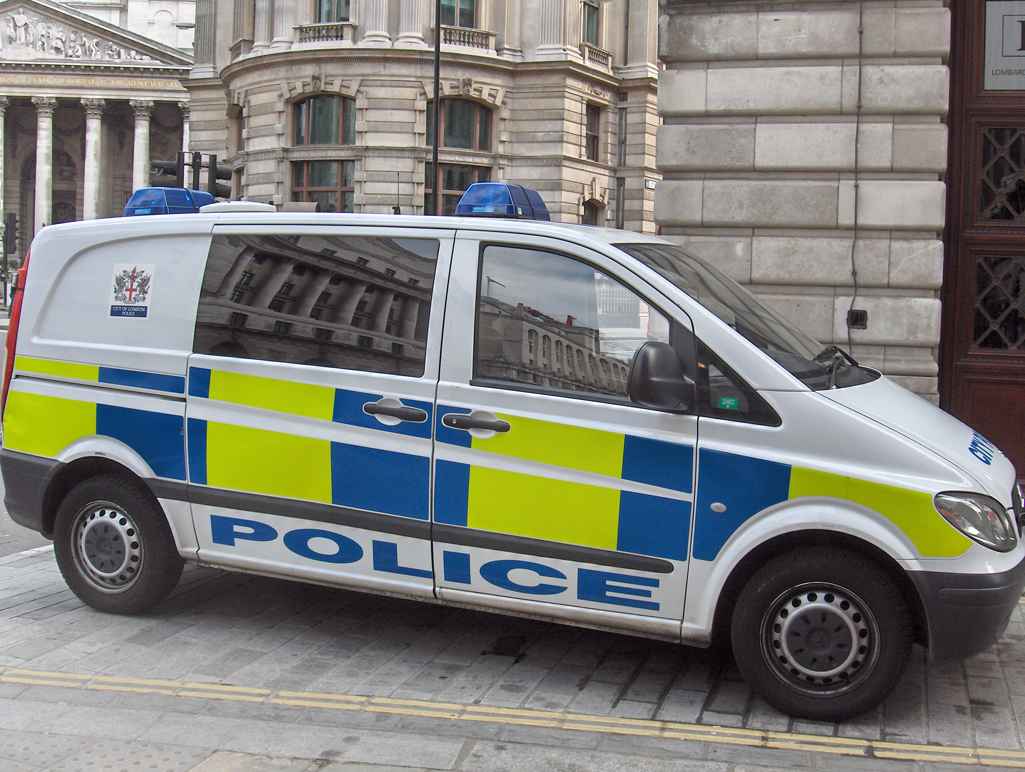
City of London Polizeivan mit halber Battenberg-Markierung

Battenberg- oder Battenburg-Markierungen sind eine besondere Form von Leuchtfarbenmarkierungen vorwiegend an Einsatzfahrzeugen der Polizei, Feuerwehr oder Rettungsdiensten in verschiedenen europäischen Ländern sowie Australien, Neuseeland und Hongkong. Seit einigen Jahren sind sie auch in Deutschland anzutreffen, so z. B. im bayerischen Rettungsdienst. Der Name verweist auf das schachbrettähnliche Aussehen eines Battenbergkuchens.

## Geschichte
Battenberg-Markierungen wurden in der Mitte der 1990er Jahre in England für die Polizeibehörden im Vereinigten Königreich Großbritannien und Nordirland entwickelt und dann auch von privaten Rettungsorganisationen verwendet, um höchstmögliche Sichtbarkeit tagsüber und nachts sicherzustellen.
Dazu nutzt es den Kontrast einer hellen Neon- und einer dunklen Farbe, angeordnet in sich abwechselnden Rechtecken auf den Seiten des Fahrzeugs.

## Verwendung

### Vereinigtes Königreich
Im Vereinigten Königreich wird seit 2003 von drei Vierteln aller Rettungsdienste Battenberg verwendet.
Rettungskräfte nutzen hauptsächlich Grün, die Polizei Blau, Ambulanzen Grün und die Feuerwehr Rot als Grundfarbe.
| Battenberg-Markierungen im Vereinigten Königreich |                                                                             |                      |
|                                                   | Polizei                                                                     | Neongelb / Blau      |
|                                                   | Ambulanzen und First Responder (speziell geschulte Ersthelfer)              | Neongelb / Grün      |
|                                                   | Feuerwehr                                                                   | Neongelb / Rot       |
|                                                   | Staatl. Zulassungsbehörde (DVSA) / National Road Traffic Officers (England) | Neongelb / Schwarz   |
|                                                   | Network Rail                                                                | Blau / Orange        |
|                                                   | Bergrettung England, Schottland & Wales                                     | Weiß / Orange        |
|                                                   | Küstenwache                                                                 | Neongelb / Navy Blau |
|                                                   | H. M. Prison Service                                                        | Weiß / Schwarz       |

### Deutschland
Auch in Deutschland sind Fahrzeuge mit dem Muster anzutreffen. So tragen seit 2017 nahezu alle einheitlich beschafften Rettungsfahrzeuge in Bayern ebenfalls eine Folierung in der Battenberg-Markierung. Pkw im bayerischen Rettungsdienst tragen eine Abwandlung und sind am Heck an das VESBA-Design der Polizei angelehnt. Beginnend ab 2019 wurden für die Leistungserbringer in Schleswig-Holstein beschafften Fahrzeuge ebenfalls eine am bayerischen Konzept orientierte Farbgebung (großflächig leuchtrot-leuchtgelbe Karos) eingeführt. Im Bereich der Feuerwehr hat die Freiwillige Feuerwehr Mettmann im Jahr 2018 begonnen, ihre Fahrzeugflotte im Battenberg-Muster zu folieren: Auf einer rot fluoreszierenden Grundfolie wurden retroreflektierende gelbe Rechtecke verklebt, um sowohl die Tages- als auch die Nachtsichtbarkeit zu erhöhen.
Das DRK führt deutschlandweit 2020 die Warnmarkierung nach bayerischem Vorbild für Fahrzeuge des Rettungsdienstes und Katastrophenschutzes als Beklebungsvariante ein.
Beispiele für Nutzer in Deutschland:
- Bayerisches Rotes Kreuz (organisationsweit) – Rettungsdienst[2]
- StädteRegion Aachen – Rettungsdienst (im gelb-grünen Design)[3]
- Rettungsdienstkooperation in Schleswig-Holstein – Rettungsdienst[4]
- DRK Bonn – Rettungsdienst
- Stadt Würzburg – Feuerwehr (leicht abgeändert)[5]
- Stadt Bergheim (Rhein-Erft-Kreis) – Rettungsdienst Feuerwehr
- DRK-Kreisverband Düsseldorf e. V. – Intensivtransport & Medizinischer Transportdienst[6]
- DRK-Kreisverband Mannheim e. V. – Rettungsdienst[7]
- DRK-Kreisverband Gelsenkirchen e. V. – Rettungsdienst[8]
- DRK-Rettungsdienst Mittelhessen – Rettungsdienst[9]
- Berufsfeuerwehr Lübeck – Rettungsdienst
- Berufsfeuerwehr München[10]

### Andere Nutzer
Battenberg wird auch in folgenden Ländern verwendet:
- Belgien[11]
- Hongkong
- Irland
- Neuseeland
- Schweden
- Schweiz
- Tschechien

Ähnliche Muster sind in der Luftfahrt verbreitet, allerdings nicht reflektierend, so bei einigen Flughafenfahrzeugen (Follow-Me-Fahrzeuge)
In der Tschechoslowakei waren Polizeifahrzeuge (Veřejná bezpečnost) im Battenberg-Design lackiert. Postkutschen waren bereits im Mittelalter gelb, was später für Briefkästen, Telefonzellen u. a. generell übernommen wurde.